# Nero római császár
Nero Claudius Caesar Augustus Germanicus, általánosan elterjedt néven: Nero császár, (született: Lucius Domitius Ahenobarbus; 50–54: Nero Claudius Drusus Germanicus; Antium (ma: Anzio), 37. december 15. – Róma, 68. június 9.) a Iulius–Claudius-dinasztia utolsó római császára (uralkodott 54. október 13-ától haláláig), Claudius mostohafia, Caligula unokaöccse, Cnaeus Domitius Ahenobarbus és az ifjabb Agrippina gyermeke volt. Suetonius és Tacitus leírásaiban ránk maradt zsarnoki tettei és hírhedt művészi ambíciói révén Nero a legismertebb ókori uralkodók egyike.

## Származása
Atyja, a későbbi történetírók által rossz természetűnek, kapzsinak és kegyetlennek leírt Cnaeus Ahenobarbus az előkelő – eredetileg plebejus származású – köztársasági Domitia gens sarja volt: attól fogva, hogy Kr. e. 192-ben Cnaeus Domitius Ahenobarbus megszerezte a consuli címet, nem volt olyan fiúleszármazottja a Neróig vezető vonalon, aki ne viselte volna a köztársaság legelőkelőbb magistraturáját. Augustus emelte Nero nagyapját a patriciusok közé. Nero apja, a történetírás szerint roppant erkölcstelen életvitelű Cnaeus Domitius Ahenobarbus 32-ben töltötte be a consuli tisztséget, később pedig Sicilia élén állt helytartóként.
Édesanyja, az ifjabb Agrippina Germanicus és az idősebb Agrippina lánya és Caligula nővére volt, így ősei között egyaránt számon tarthatta anyai ágon Agrippát és Augustust, apai ágon pedig Marcus Antoniust és Livia Drusilla császárnét.

## Ifjúkora

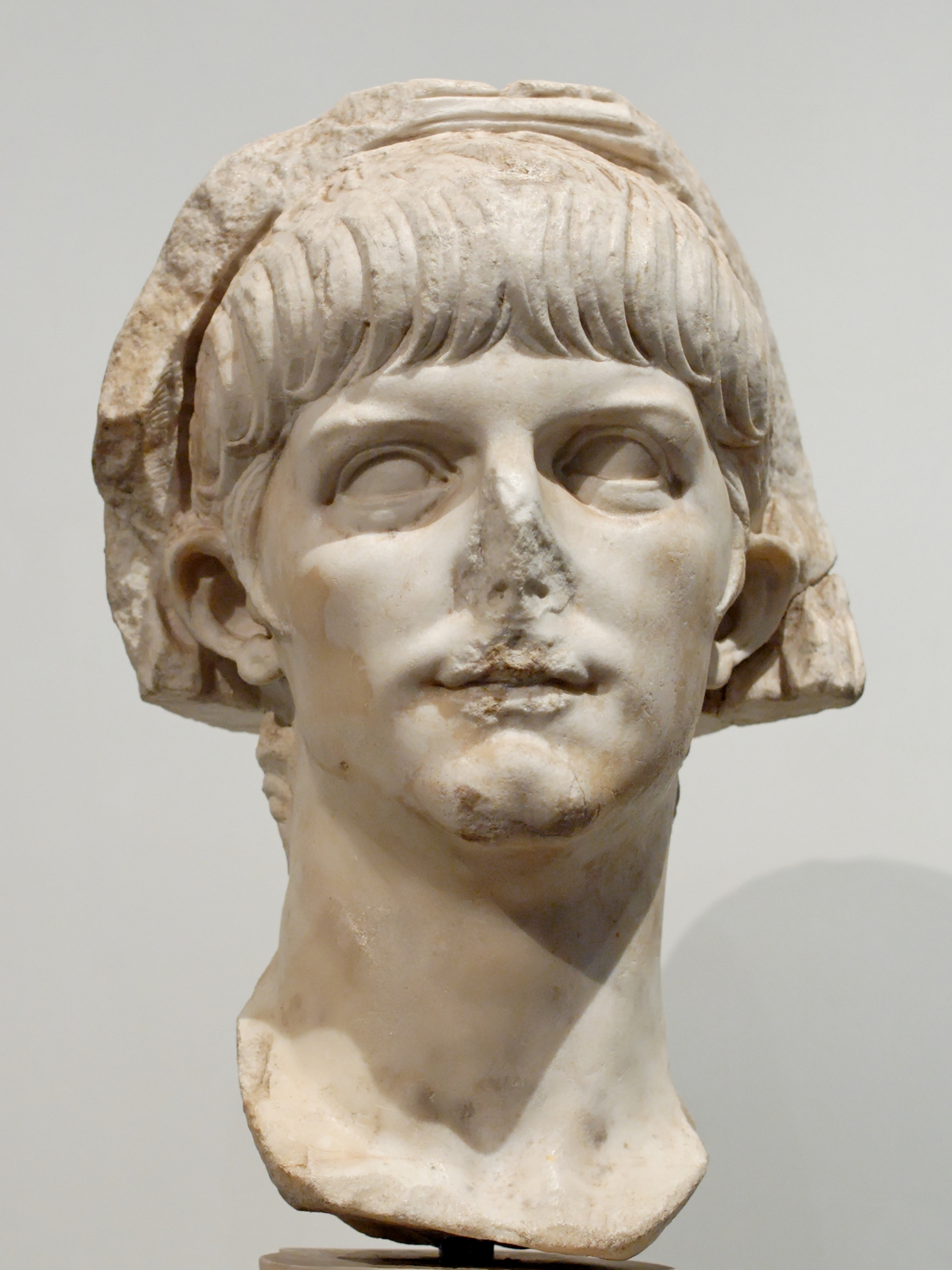
A fiatal Nero

Nero anyját Caligula elleni összeesküvés vádjával 39 folyamán száműzték Pandateria szigetére, apja pedig 40 elején betegségben meghalt. Ekkor nagynénje, Domita Lepida vette magához és nevelte, együtt saját leányával, Messalinával. Messalina a 41-ben trónra lépő Claudiushoz ment feleségül, aki trónra lépve visszahívta Agrippinát Rómába, Nero pedig visszakerült anyjához. Agrippina újra férjhez ment, választottja Passienus Crispus, Róma egyik legvagyonosabb embere, a 27. év consulja volt. Erre a vagyonra és Nero örökségére támaszkodva igyekezett befolyást szerezni Claudius udvarában, és az udvari élet legelejétől fia, Lucius trónra ültetése volt a célja.
Ebből az időből már Nero oktatói is ismertek. Testedzője és lovaglástanítója Anicetus, egy görög származású libertinus volt. Narcissus egyik szintén görög származású hivatalnoka, Beryllus tanította az elemi szintű ismeretekre. Tőle Lucius Annaeus Seneca, a jeles filozófus vette át a posztot, aki először is leváltotta a csekély műveltségű elődöket, és Thrasyllos csillagásszal, Alexandrosz és Chairemon filozófusokkal helyettesítette őket.

## Egy erős anya
Agrippina második férje is meghalt valamikor 44-47 között, egyes források szerint közvetlenül végrendelete megírása után lett mérgezés áldozata. A tények, miszerint Claudius és Agrippina megözvegyülése egymást követték, Pallas és Narcissus szerepe Agrippina környékén és Messalina igen rövid úton elintézett meggyilkolásában, esetleg feljogosíthat olyan feltevésekre is, hogy Messalina valójában összeesküvés áldozata lett, amit Agrippina tervelt ki és hajtott végre a két szabados közreműködésével.
Agrippina nagybátyja, Claudius végül Pallas hathatós közbenjárása után 49-ben őt választotta negyedik feleségéül. A korabeli római pletykák szerint Pallast gyengéd szálak fűzték Agrippinához. Agrippina ezután is mindent megtett a fia hatalmának biztosításáért: a császár lányát, Octaviát eljegyezte a kis Luciusszal, illetve adoptáltatta a fiát a befolyásolható Claudiusszal (50. február 25.). Agrippina és Claudius házasságkötésében, valamint Lucius Iunius Silanus és Octavia eljegyzésének felbontásában nagy szerepet játszott Lucius Vitellius, a későbbi Vitellius császár apja. A korabeli viszonyokra jellemző, hogy míg Agrippina és Claudius rokonházasságát a vérfertőzésre vonatkozó régi római törvény hatálytalanításával érték el, nem sokkal később Silanus és Octavia eljegyzését a vérfertőzésre való hivatkozással bontották fel.
Agrippina igyekezett Claudius vér szerinti fiát, Britannicust háttérbe szorítani és elszigetelni, többek között azzal, hogy az immár Nero néven szereplő fia idő előtt felölthette a nagykorúságot jelző tógát, sőt megkapta a princeps iuventutis, azaz a kinevezett trónörökös címet is. Agrippina leváltatta a Messalina által kinevezett – és ezért Britannicus pártján álló – két praetorianus paefectust. Köztük volt Rufrius Crispinus, a később elhíresült Poppea Sabina férje is. Ekkor került az udvarhoz Burrus, aki később Nero testnevelőjévé, harci oktatójává lépett elő, majd befolyásos személy lett Nero uralkodása alatt.
Nero 52-ben, a feria Latinae ünnepen praefectus Urbi lett, bár Claudius ez ellen tiltakozott. Tiltakozása úgy sem ért célt, hogy egyébként ez az év Claudius sikeréve volt, Britannia legyőzése, a gabonahiány leküzdése Ostia kikötőjének gyors kiépítésével, valamint az új vízvezeték is elkészült.
Végső lépésként Agrippina pedig nem habozott megmérgezni idős férjét, amikor elérkezettnek látta az időt a trón megszerzésére fia számára. Claudius gyomorpanaszokkal küzdött, amiből felépült. Korai, kissé megsiettetett halála idején Nero már megnősült (feleségül vette a hozzá kényszerített Octaviát), Britannicus még csak 13 éves volt, az általános közvélekedés szerint alkalmatlan az uralkodásra, ha másért nem, fiatal kora miatt. Ezért lett az új császár Nero. Claudius temetésén az új uralkodó mondott beszédet.

## Hármas kormányzás
Az alig 17 éves Nero első beszédében kijelentette, hogy csak a külügyekkel kíván foglalkozni, a belügyek irányítását meghagyja a senatus számára. Ebből természetesen nem sok valósult meg, de úgy tűnt, hogy a testületre nem várnak újabb, Tiberius vagy Caligula korát idéző vérveszteségek. Ennek hármas biztosítéka is volt: a fiatal uralkodót ekkor még Agrippina, Seneca és a praefectus praetorio, Sextus Afranius Burrus tartotta kezében. Nem is csoda, hogy a császár uralkodásának első évei nyugalomban teltek. Egyetlen rangos áldozata volt ennek az időszaknak: Nero 55-ben végzett a potenciális veszélyt jelentő mostohatestvérével, Britannicusszal. A gyilkosság azt a jelenetet követte, mikor Agrippina megfenyegette fiát: mivel ő adott neki hatalmat, éppúgy vissza is veheti, és uralkodóvá teheti a jog szerinti örököst, a nemsokára amúgy is nagykorúsítandó Britannicust. Az aerarium fokozottabb ellenőrzése ellen tiltakozó senatorokat (például Faustus Sulla, Lucius Iunius Silanus Torquatus) sem végeztették ki, mindössze vagyonukat kobozták el, és száműzték őket.

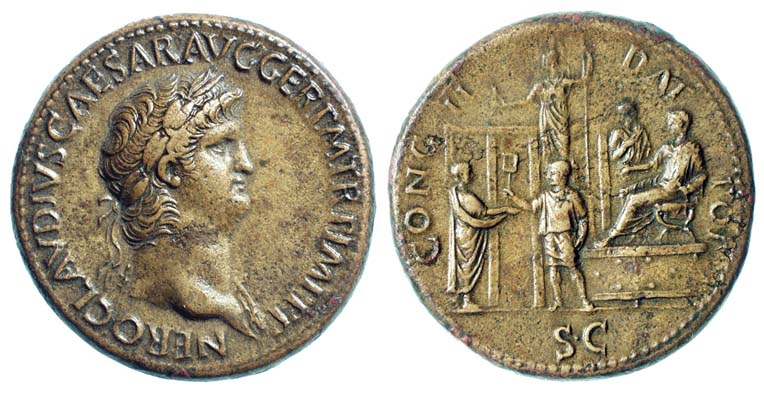
Nero császár bronz sestertius érméje. Előoldalán a császár babérkoszorús portréja, felirata: NERO CLAVDIVS CAESAR AVG GER P M TR P IMP P P. Hátoldalán sella curulis székben, emelvényen ülő Nero császár pénzt osztat a római polgároknak, a háttérben Minerva istennő szobra és tempol, felirata: CONG II DAT POP S-C.

A 4. századi Aurelius Victor leírása tanúskodik a békés időszakról: „uralkodásának első öt esztendejében olyan hatalmas volt, és olyan sokoldalúan fejlesztette Rómát, hogy Traianus teljes joggal állítja több ízben, hogy Nero első ötéves uralkodása mellett eltörpül mindaz, amit a többi császár alkotott.”

### A keleti határ
Alig halt meg Claudius, az addig békés keleti határvidéken hadmozdulatok kezdődtek, melynek római részről a kiváló hadvezér, Cnaeus Domitius Corbulo volt a főszereplője. Miután a pártus I. Vologeszész király az ütközőállam, Armenia Maior élére fivérét, Tiridatészt nevezte ki, megszegte a még Augustus és IV. Phraatész közt létrejött szerződést, ami az állam uralkodója megkoronázásának jogát a rómaiak számára garantálta. 55-ben azonban Vologeszész harc nélkül visszakozott, mert fiával kezdett belháborúba.
58-ban Tiridatész kihasználva, hogy a római haderő nem állt készen, újból támadást indított az immár VI. Tigranész, Nagy Heródes zsidó király dédunokája uralta Arménia ellen, és kisebb győzelmet aratott az öt legiót felvonultató rómaiak felett az Eufrátesznél. A siker azonban nem bizonyult tartósnak: a kaukázusi törzsekkel szövetségben és a hürkánok lázadásától megtámogatva Corbulónak még abban az évben sikerült bevenni az egyik arméniai fővárost, Artaxát és 59-ben a másikat, a Tigrisen túl eső Tigranokertát. Győzelmei elismeréseképpen az addig Cappadocia élén álló Corbulót Syria helytartójává léptették elő.
62-ben tört ki az újabb konfliktus: Vologeszész ismét megkoronázta Tiridatészt, és megkezdte Tigranokerta ostromát. Mivel az északi hadak római parancsnoka még nem érkezett meg, Corbulo megegyezett a Pártusokkal: a rómaiak kivonultak Arméniából, cserébe Vologeszész és Tiridatész is felhagyott az ostrommal. Az év nyarán érkezett meg az északi hadseregcsoport vezetője, az előző év consulja, Lucius Caesennius Paetus, aki betört Arméniába, míg Corbulo délen, az Eufráteszen kelt át. Paetus azonban csapdába került Arszamoszata környékén, és mire Corbulo odaért, két légiója már megadta magát. Tiridatész gyakorlatilag uralta Arméniát, ám a téli tárgyalások során a még mindig erős pozícióban levő rómaiak nem akartak békét kötni. 63-ban Corbulo ismét Arméniába vonult, immár négy legióval. A pártusok tisztában voltak a támadóerő nagyságával, ám a rómaiak sem akartak tovább harcolni a nehéz terepen.
Tiberius Iulius Alexander vezetésével még a döntő összecsapás előtt megszületett a békeszerződés. Ismét Róma joga lett az arméniai király kinevezése, ám Tiridatész megőrizte trónját – mindössze el kellett látogatnia a rivális birodalom fővárosába, ahol Nero 66-ban megkoronázta. Az Arménia, így közvetve a selyemút ellenőrzéséért folyó háborút igazából egyik fél sem nyerte meg, azonban Rómában fantasztikus győzelemként tüntették fel. Még Ianus templomának kapuit is bezárták, jelezve a teljes béke beállását.

### Boudica felkelése
60-ban meghalt Prasutagus, a britanniai icenusok törzsének királya, Róma cliense. A király vagyonát Neróra és két lányára hagyta, ám a császári megbízottak utóbbiak jogait nem ismerték el, ehelyett özvegyét megkorbácsolták, leányait pedig megerőszakolták. A méltánytalanságot az eleve súlyos adóterhek és a helyi procurator, Catus Decianus visszaélései tetézték, így Prasutagus özvegye, Boudica vezetésével lázadás kezdődött az icenusok és a trinovantisok körében, nagyjából a mai Kelet-Anglia területén. A britek először a közeli Camulodunumra támadtak, amit a Quintus Petillius Cerialis vezette Legio IX Hispana megpróbált felmenteni, de megsemmisítő vereséget szenvedett. Ezután módszeresen elpusztították a várost.
Az addig Mona (Anglesey) walesi szigetén hadakozó Gaius Suetonius Paulinus helytartó a hírre Londiniumba sietett, de erőit elégtelennek ítélve végül kivonult a városból. A britek így a tartomány két legnagyobb római városát, Londiniumot és Verulamiumot is elpusztíthatták. A lakossággal a feljegyzések szerint brutális kegyetlenséggel végeztek, és nem kíméltek senkit. Mészárlásaiknak 70-80 000 római esett áldozatul. Végül Paulinus tízezres sereget gyűjtött, és ismeretlen helyen végül leverte a többszörös túlerőben levő, de szervezetlen sorokban támadó lázadókat. A tartomány pacifikálása még évekig tartott.

### Nero önállósodása
Nero nehezen tűrte, hogy irányítsák. Hatalomvágya – valószínűleg Burrus és Seneca támogatásával – először hatalmaskodó anyja ellen irányult, azonban Agrippina három merényletkísérletet is túlélt, többek között azt is, amikor egy elsüllyesztendő hajóra tették. Bár akadnak források, amelyek Nero és Agrippina közti szexuális kapcsolatot feltételeznek, mivel az elszánt és ambiciózus asszony így is akarta biztosítani magát fiánál, ezek a feltevések csak jóval később születtek, így az anya és fia közötti esetleges vérfertőző viszony elmélete nagyon gyenge lábakon áll.

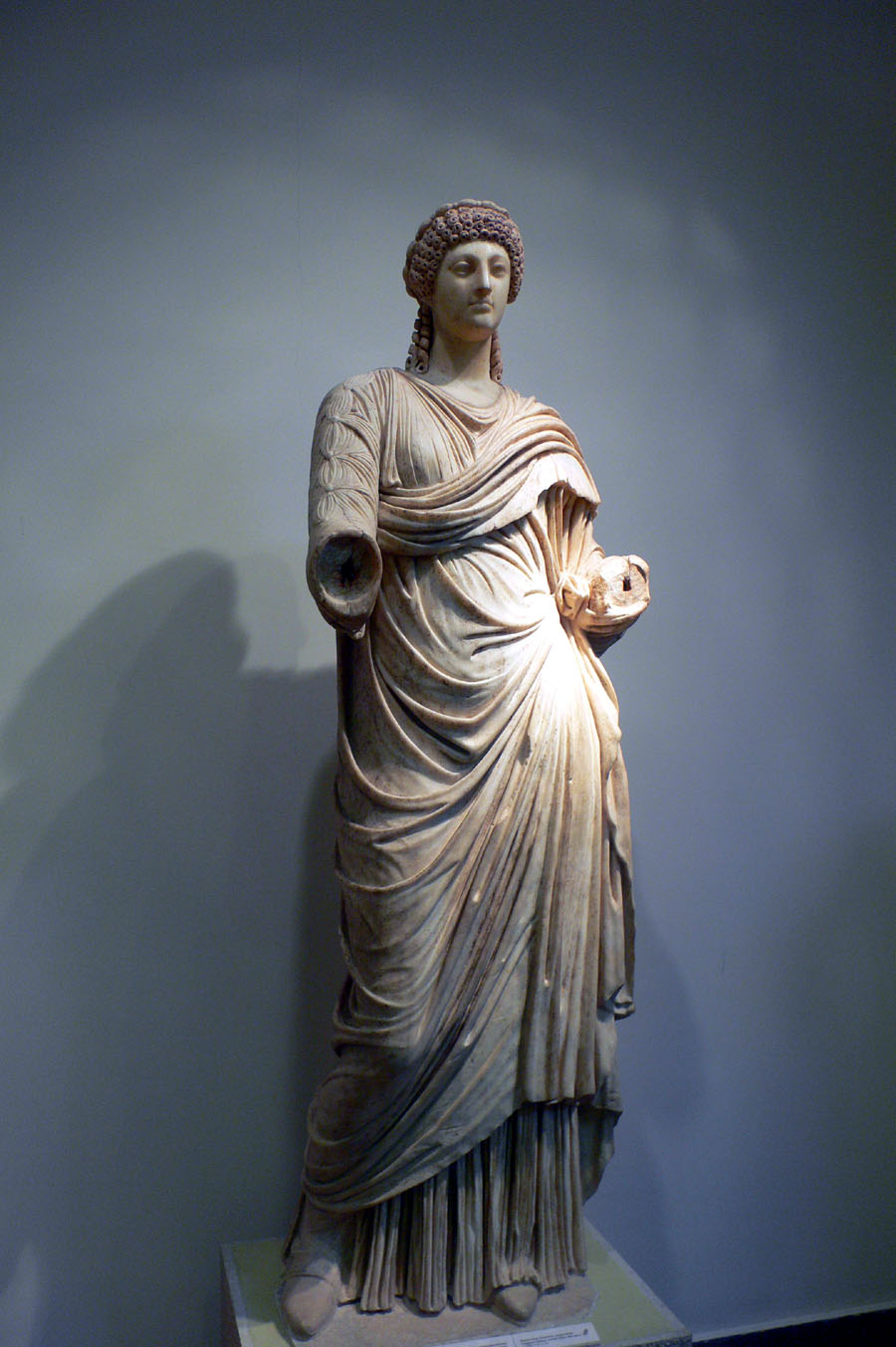
Poppaea Sabina, Nero császár második felesége

Végül Nero nyíltan, katonáival gyilkoltatta meg. Állítólag utolsó kérése az volt, hogy a méhét szúrják át, ami életet adott Nerónak. Nem sokkal ezután Claudia Octavia is hasonló sorsra jutott, hogy Nero elvehesse szíve új választottját, Poppaea Sabinát.
Burrus 62-ben halt meg, elképzelhető, hogy természetes halállal. (Ugyanebben az évben száműzette és ölette meg Claudius népszerű lányát, Claudia Octaviát.) Seneca egymagában nem bírt elég befolyással neveltjére, így jobbnak látta visszavonulni. Ezzel azonban csak három évre nyert haladékot: 65-ben megvádolták, hogy részt vett egy császár elleni összeesküvésben, és öngyilkosságot követtettek el vele. (Ugyanebben az évben ölte meg dührohamában szeretett feleségét, a terhes Poppaeát, akit egy veszekedésük alkalmával hasba rúgott. 66-ban vette feleségül harmadik, utolsó asszonyát, Statilia Messalinát). Nero hatalma 25 éves korára korlátlanná vált.
(Colossus Neronis) A Nerot Napistenként ábrázoló több mint 35 méter magas bronzszobor az ókori világ egyik legnagyobb szobra lehetett, mérete alapján a New York-i szabadságszoborhoz hasonlítható. Az ókorban többször átalakították, sőt helyéről el is szállítottak, s valószínűleg róla kapta nevét a mellette lévő hatalmas amfiteátrum, a Colosseum is. A szobor fejét Nero halála után kicserélték, vagy átalakították az újonnan uralkodó császár fejalakjára.
Nero intelligens ifjú volt, otthonosan mozgott a klasszikus irodalomban, maga is a közepesnél jobb verseket fabrikált. Néhány évtizeddel később a császári levéltárban megtalálták Nero jegyzeteit ifjúkorából – tele versekkel. A kutakodó irodalmár meglepve tapasztalta, hogy e verseket Rómában széles körben ismerték és népszerűek voltak, bár addig senki sem tudta, ki a szerzőjük. Szívesen produkálta magát közönség előtt versmondással, énekkel, mely utóbbiban már császárrá kenése után kezdett tanulmányokat, amikor szabadideje megnőtt. Közmegbecsülésnek örvendett, hiszen nem avatkozott a senatusi provinciák kormányzásába, Claudius felszabadítottjait eltávolította, rabszolgától nem fogadott el feljelentést, sőt elutasított egy komplett vádiratot hét senator ellen. Politikájában és életvitelében példamutatóan mértéktartó és szerény volt. Nem fogadta el a talpnyaló senatus javaslatait arra vonatkozóan, hogy aranyszobrait állítsák fel a köztereken, ellenben szobrot emeltetett az általa nem is ismert apa, Cnaeus Domitius Ahenobarbus számára.
Néhány köztársaságpárti összeesküvése fordította az események menetét más irányba. Ebbe egynémely senatorokon kívül Seneca is belekeveredett. Az akkor 22 éves fiatalember ezt természetesen igen rossz néven vette. Senecát száműzte, és megkezdődött a senatori rend módszeres üldözése.
Az összeesküvések ezután egymás sarkát érték: még el sem csitult az egyik retorziója, jött a következő. Az egyik összeesküvés résztvevői között megtalálhatjuk Marcus Annaeus Lucanust, a költőt, és Petroniust, az írót. Suetoniusnak és Tacitusnak ez alkalmat adott arra, hogy kivégzésüket az irodalmi tehetségre való féltékenységgel magyarázzák, és ezzel elkenjék a senatori összeesküvések jelentőségét. Lucanus például már a 62–63-ban megjelent főművével elárulta, hogy erősen köztársasági érzelmű. A senatus viszont ekkor már csak látszatra volt köztársaságpárti: eszükbe sem jutott a köztársaságot visszaállítani, hanem egyszerűen a maguk jelöltjét kívánták a princeps trónján látni. Ugyanakkor Nerót a másik oldalról saját anyja zaklatta – aki még mindig nem tett le arról, hogy fián keresztül Róma ura legyen, és ahogy Seneca eltűnt, újra megpróbálkozott anyai tekintélyének érvényesítésével. Mindezeket a körülményeket figyelembe véve ma már egyre több olyan történeti munka jelenik meg neves történészektől, akik alaposan felülvizsgálják, és nagyrészt cáfolják a Neróval kapcsolatos rémhíreket.

## Egyeduralom

### Összeesküvés, megtorlás

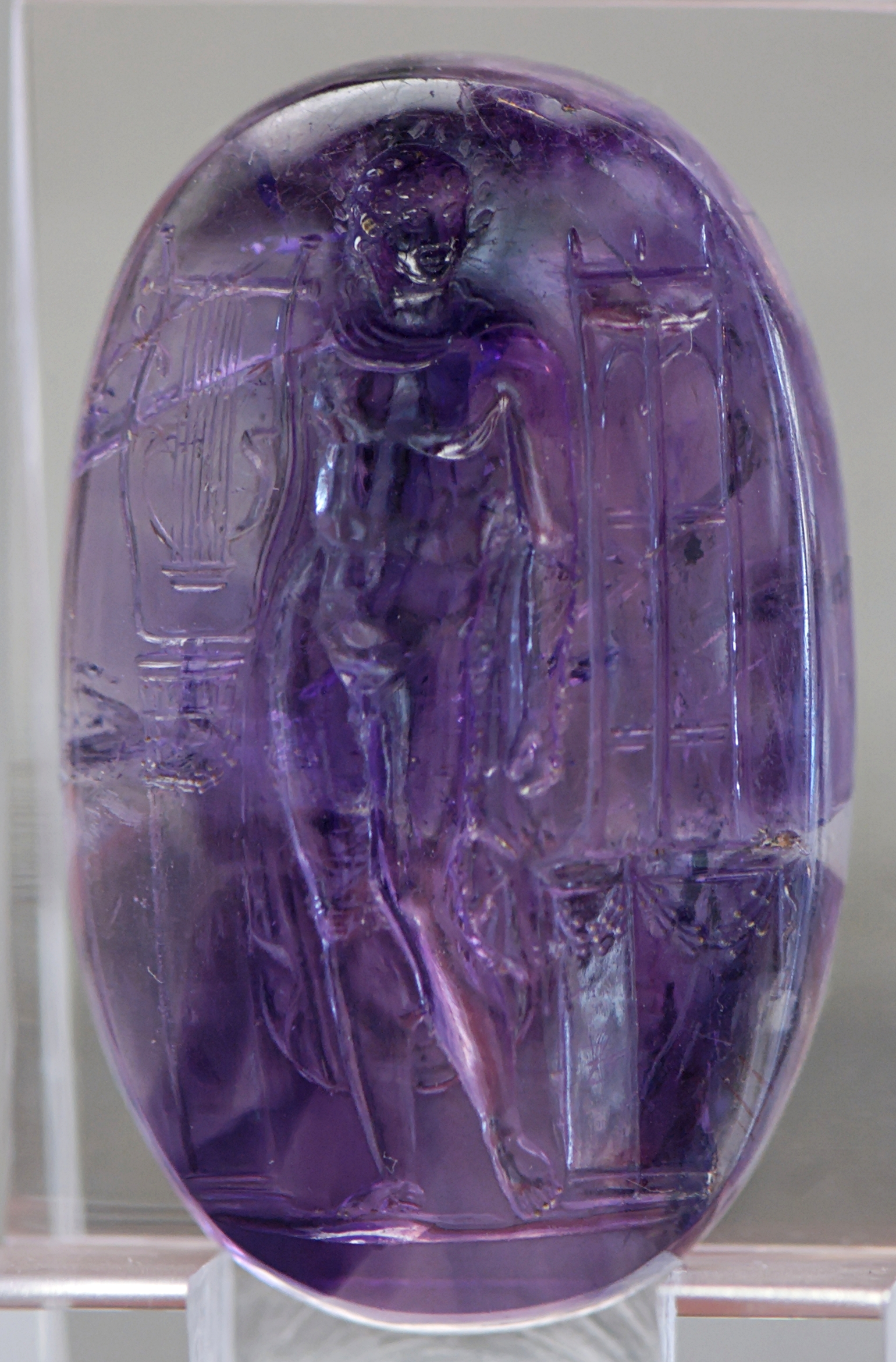
Ókori ametiszt gemma. Vésetén Nero, amint Apollo képében a lírán játszik (1. század)

Burrust Ofonius Tigellinus váltotta a praefectus praetoriói rangban, aki készséggel teljesítette ura egyre több áldozatot követelő parancsait. A császár 62-től fogva mind gyakrabban folyamodott a különböző előkelőségek kivégzésének eszközéhez, amivel egyrészt az eltúlzott költekezés folytán keletkezett hiányt kívánta pótolni, másrészt a mind ellenségesebb senatori rendet próbálta kordában tartani. A Róma 64-es leégését követő monumentális építkezések finanszírozása érdekében új, törvénytelen adókat és illetékeket vetett ki, a régieket megemelte, templomi javakat tulajdoníttatott el, és mind gyakrabban indított vagyonelkobzással járó pereket.
A Tiberius korát idéző felségsértési perek 64-től kezdve összeesküvéshez vezettek, melyet Calpurnius Piso vezetett, ám felgöngyölítették (65). A megtorlásnak számos áldozata volt, köztük Seneca eposzköltő unokaöccse, Marcus Annaeus Lucanus, és a republikánus Thrasea Paetus és Barea Soranus (†66). Senecát, bár nem vett részt a konspirációban, feltehetően azért kényszerítették öngyilkosságra, mert bár tudott a készülődésről, nem tájékoztatta a császárt. Az összeesküvés következtében Nero bizalmatlanná vált, és tisztogatásba kezdett saját rokonai között is: Decimus Iunius Silanus Torquatust már korábban kivégeztette, most száműzette a nővérét, Iunia Lepidát, illetve kivégeztette a férjét, Caius Cassiust és unokaöccsét, Lucius Torquatust is. 69-ben Claudius utolsó életben levő gyermekét, Claudia Antoniát is megölette, mivel az nem volt hajlandó hozzámenni feleségül.

### „Nero, a véres költő”
Mivel az előkelő rétegek körében elveszítette bázisát, dús juttatásokkal igyekezett megnyerni a plebs támogatását: növelte az ingyenélelem és a cirkuszi látványosságok mennyiségét. Nero kezdettől fogva előadói babérokra vágyott, így nem egyszer megesett, hogy saját szerzeményeivel lépett fel. Ugyan nem volt kiemelkedő tehetség, a közönség jól átgondolt érdekében kénytelen volt ünnepelni őt, amivel azonban csak elmélyítették művészi ambícióit.

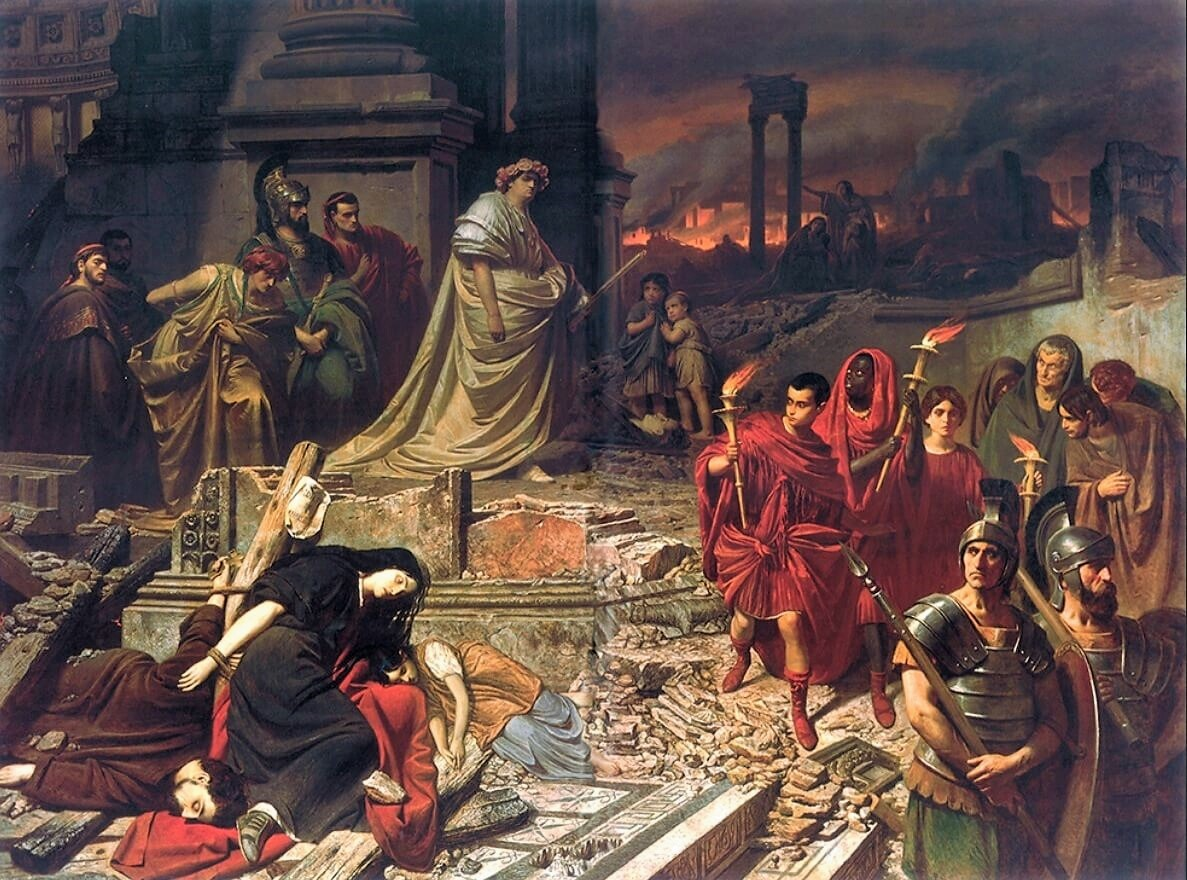
Carl Theodor von Piloty: Nero megszemléli Róma égését (1861 körül)

Amikor 64. július 18-áról 19-re virradó éjjel Róma nagy része kigyulladt, a romokon monumentális építkezést kezdeményező uralkodót vádolták meg. (Suetonius és Cassius Dio szerint a Trója kirablása című eposzt szavalta színpadi öltözékben, míg a lángokban gyönyörködött.) Nem sokat javított a népszerűségén, hogy megnyittatta palotáit a fedél nélkül maradók előtt, és minden addiginál több pénzt áldozott a nép megsegítésére, mivel a hirtelen adódott lehetőséget kihasználva egyúttal elkezdte építtetni új palotakomplexumát, a Domus Aureát, ez viszont azt a szóbeszédet eredményezte, miszerint ő maga volt a gyújtogatás okozója. Ez egyébként nem valószínű: a tűzeset (amire 69-ben Vitellius és 80-ban Titus alatt is volt példa) inkább a zsúfolt, faszerkezetű bérkaszárnyák tűzveszélyességének tudható be. Erre utal az is, hogy az újjáépítés során igyekeztek téglaépületeket emelni, mivel Nero elrendelte, hogy az újraépített házakat éghetetlen anyagból készített tűzfallal kell egymástól elválasztani (lex Neronis de modo aedificorum urbis).
A hagyomány szerint a császár bűnbak felmutatásával próbálta lecsillapítani a közhangulatot, és választása a kis keleti szektára, a keresztényekre esett. Az ellenük indított megtorlásnak – tulajdonképpen az első keresztényüldözésnek – lett áldozata többek között Péter apostol is.

### Hellén körút
Az uralkodó művészi hajlamainak kielégítése mellett talán támogatókeresési célokat is szolgált a 66–67-es görögországi „turné” – Nero ugyanis valóságos előadássorozatot tartott hellén ajkú alattvalóinak. Távollétében egy szabadosát, Heliust hagyta Róma élén. „Színésszé és énekessé aljasodása” – római felfogás szerint mindkét szakma megbélyegzett volt, és művelőit különböző jogi korlátozások sújtották – fokozta a kivégzései miatti elégedetlenséget, amit a tűzvész okozásával kapcsolatos gyanú is táplált. Rómában Annius Vicianus, Corbulo veje vezetésével új összeesküvés kezdődött, azonban Helius lecsapott a konspirátorokra. Bár az ekkor Kis-Ázsiában tartózkodó hadvezér maga feltehetően nem tudott az összeesküvésről, 67-ben Nero öngyilkosságra kényszerítette, amikor Korinthosz kikötőjébe érkezett.
Közben Nero nagy sikereket aratott előadóútján; még az olimpiai játékokon is indult, ahol egyedüli indulóként megnyerte a kocsihajtást. Mindennek örömére különböző kedvezményekben részesítette a görögöket, és adómentessé tette Achaia provincia lakosságát, ami ismételten nagy kiesést jelentett a kincstár számára. A felelőtlen pazarlást Helius terrorisztikus eszközökkel igyekezett pótolni, de a provinciákban is megemelték az adókat, a népszerű Corbulo meggyilkolása miatt neheztelő sereg zsoldját pedig csak akadozva fizették. Még a plebsnek korábban bőkezűen osztogatott juttatásokat is megkurtították. Ez – a kedvezményezett görögséget leszámítva – általános elégedetlenséget váltott ki.

### Iudaea
Egy idős senator, Titus Flavius Vespasianus, Claudius britanniai veterán hadvezére egy alkalommal elbóbiskolt Nero előadása alatt. Csak az mentette meg, hogy megérkezett a hír: a zsidók fellázadtak Palesztinában, és a császár hasznosabbnak látta úgy eltávolítani a környezetéből, hogy neki – a veszélytelennek tűnő, idős, alacsony sorból származó tisztnek – adta a zsidó háború parancsnokságát. A császár uralkodása végéig Vespasianus a tartomány vidéki területeinek nagy részét megtisztította, és 68-ban hozzáfogott Jeruzsálem ostromához. Az őt ideküldő uralkodó azonban nem érte meg a város bevételét.
Iudea hosszú ideje neuralgikus pont volt Róma térképén, főképpen 44-től, a vazallus királyságok felszámolása óta. A zsidó köznép a hellenisztikus uralom óta állandó konfliktusban volt a betelepülő politeista görög lakossággal, és már Heródest sem fogadta jó szívvel, mert Antonius révén került hatalomra. Végül országuk részekre szabdalása és fokozatosan tartománnyá alakítása okán egymás után törtek ki a lázadások. A közbiztonság leromlott, és Izraelben kezdődött a politikai terrorizmus jelensége. A titkos szervezetek sokasága esküdött fel arra, hogy a római közigazgatást az abban részt vevő személyek meggyilkolása révén teszik tehetetlenné. Rendszeresen tűntek fel a pusztában olyan emberek, akik magukat Messiásnak hirdették, vagy akikről a nép azt gondolta, hogy ő a Messiás – és eme Messiás-jelöltek valamennyien azon dolgoztak, hogy beteljesítsék a prófétai iratokat, azaz Júdea politikai függetlenségének visszaszerzését.[forrás?]

## A bukás
68 márciusában Gallia Lugdunensis provincia legatusa, a gall származású Caius Iulius Vindex a római nép és a senatus nevében fellázadt Nero ellen, és Servius Sulpicius Galbának, Hispania Tarraconensis helytartójának ajánlotta fel a trónt. Vindex lázadását azonban a császár nem vette komolyan, mivel a tartományában nem állomásozott katonaság, így csak a helyiekre támaszkodhatott. Lucius Verginius Rufus, Germania Superior helytartója végül május elején leverte Vesontio mellett, bár ebben gyaníthatóan nem Nero iránti odaadása, hanem seregének abbéli szándéka játszott közre, hogy őt tegyék trónra. Rufus egyébként elutasította a császári címet, és kiegyezett Galbával, aki áprilisban lázadt fel. Ugyanekkor Lucius Clodius Macer, Africa helytartója is felkelést indított, de egyikük sem vette fel a császári címet.
Galba közeledtének hírére a praefectus praetorio, Caius Nymphidius Sabinus is elhagyta a megrendült helyzetű császárt. A történtek hatására a senatus bátorságra kapott, és anyagyilkossága ürügyén június 8-án halálra ítélte az uralkodót. Nero menekülés közben, másnap öngyilkos lett. Utolsó mondata Cassius Dio szerint úgy hangzott: „Iuppiterre, micsoda művész vész oda velem!” Suetonius ellenben úgy tudja, hogy a földön vérében fekvő császár haldokolva megpillantott egy elfogására érkezett centuriót, ám azt hivén, hogy a megmentésére érkezett, azt dadogta: „Ez aztán a hűség!”.

## Nero utóélete
Nero halálát követően több mint egy évig tartó polgárháború kezdődött, ami 69-ben, a négy császár éve végén Vespasianus győzelmét vonta maga után. Ebben az időben a köznép sok helyen, de elsősorban az uralma alatt privilegizált, majd megbuktatása után ismét közönséges tartománnyá visszaminősített hellén vidéken komolyan gyászolta a császárt. 

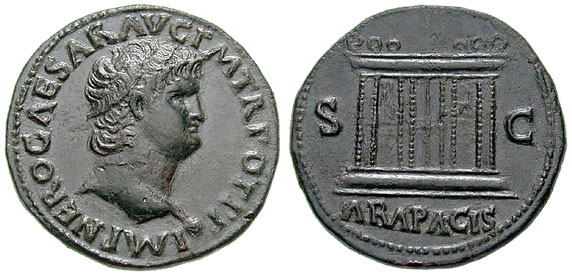
Nero rézpénze (as), rajta a császár portréja és az Ara Pacis Augustae (Lugdunum Sequanorum, 66 k.)

Erre a népszerűségre apellálva legalább három ál-Nero lépett fel az elkövetkező években: egy mindjárt Galba idején, a másik Titus alatt, a harmadik – és a pártusoktól kapott támogatás miatt legveszélyesebb – pedig Domitianus korában.
Ettől eltekintve a köztudatban Nero emléke – amit a senatus hivatalosan is elátkozott (damnatio memoriae) – kegyetlen zsarnokként maradt fenn. Ezt a képet közvetíti az utókor felé a korabeli források többsége. A Iulius–Claudius-dinasztia utolsó uralkodója megítélésén a kereszténység diadala is sokat rontott: nem véletlen, hogy egyes apokrif iratokban volt vagy eljövendő Antikrisztusként ábrázolják. Személyisége számos későbbi alkotót ihletett meg: szerepel a Legenda aurea történeteiben, illetve Geoffrey Chaucer és Giovanni Boccaccio is írt róla, a modernebb időkben pedig többek között Kosztolányi Dezső, aki egy egész regényt szentelt neki (Nero, a véres költő). Henryk Sienkiewicz a keresztényüldözés kapcsán ír a császár koráról Quo vadis? című, több ízben megfilmesített regényében. Mika Waltari híres regénye, Az emberiség ellenségei Claudius és Nero korában játszódik (1964: több magyar kiadás), és sokat foglalkozik a két uralkodó, főleg Nero megítélésével.  A  Hubay Miklós Nero játszik című drámájában elevenítette föl alakját. A római császárkor lengyel népszerűsítője, Aleksander Krawczuk: Néró címmel regényes jellegű, de hatalmas korabeli anyagra támaszkodó életrajzot írt róla (Budapest, Gondolat, 1981.)
Suetonius és Tacitus fellépéséig azonban saját kortársai nem nagyon tudtak Nero ilyen rossz megítéléséről. Sőt határozottan állítható, hogy kortársai között népszerű volt (leszámítva a senatori rendet), halála után elterjedt, hogy valójában nem is halt meg, és a birodalom különböző pontjain még sokáig feltűntek magukat Nerónak kiadó szélhámosok. (Ez utóbbi a témát, a "csalásra épített császárság" problematikáját dolgozza fel Lion Feuchtwanger híres regénye, A hamis Néró (1936 – több magyar kiadás).

## Császárportré

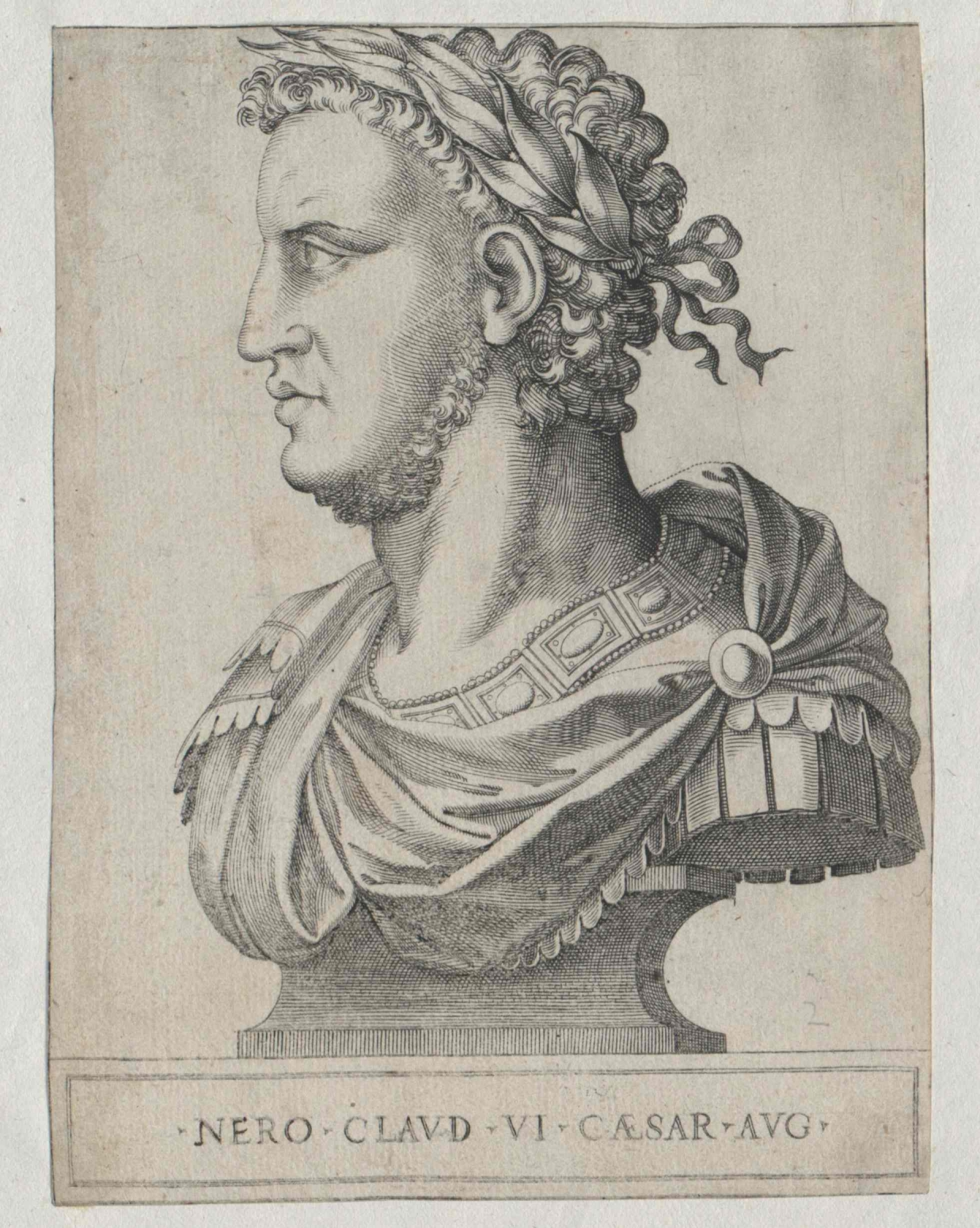
Nero ábrázolás, 18. század

Részletek Caius Suetonius Tranquillus római történetíró De vita Caesarum című művéből Neróról:
Nem volt olyan rokona, akit bűnnel be ne mocskolt volna. Antoniát, Claudius lányát megvádolta, hogy felkelést szervez ellene, és megölette, mert Poppaea halála után nem akart férjhez menni hozzá. Hasonlóképpen meggyilkoltatta vérrokonait is, vagy akik sógorság révén kerültek rokonságba vele: ezek között volt az ifjú Aulus Plautius is; őt kivégzése előtt még meg is becstelenítette, mondván: „Most aztán menjen, anyám, és csókolgassa az utódomat”; elhíresztelte, hogy a fiú az ő anyja szeretője volt, és az császári hatalmat ígért neki. Mostohafiát, Rufius Crispinust, Poppaea még serdületlen gyermekét, halászat közben tulajdon rabszolgájával vízbe fojtatta, mert azt rebesgették, hogy hadvezéresdit meg császárosdit játszik. Tuscust, dajkája fiát, Egyiptom helytartóját azért száműzte, mert a császár tiszteletére előkészített medencék vízében megfürdött. Senecát, tanítómesterét halálba kergette; pedig elbocsátási kérelme és vagyonáról való lemondása alkalmából szentül megesküdött neki, hogy „alaptalan a gyanúja,és ő inkább választaná a halált, semhogy ártalmára legyen”. Burrusnak, a testőrség parancsnokának torokfájás ellen ígért gyógyszer helyett mérget küldött. Gazdag és idős, szabadon bocsátott rabszolgáit, akik őt egykor örökbefogadtatásához hozzásegítették, majd bizalmas tanácsadói voltak a hatalomban, ételükbe, italukba szórt méreggel sorban eltette láb alól
De nem elégedett meg azzal, hogy művészetéről csak Rómában tegyen bizonyságot, hanem mint már említettem, elutazott Achaiába a következő okból: a városok, melyek dalosversenyt szoktak rendezni, elhatározták, hogy a citheraénekesek összes győzelmi koszorúit elküldik neki. Nero oly boldogan fogadta ezt a megtiszteltetést, hogy a követeket, akik a koszorúkat hozták, nemcsak elsőnek engedte színe elé, de még bizalmas barátaival egy asztalhoz is ültette őket. Közülük egyik megkérte, hogy énekeljen valamit vacsora közben; énekét oly túláradó lelkesedéssel fogadták, hogy Nero azt mondotta: “egyedül a görögök tudnak zenét hallgatni, egyedül ők méltók művészetére”. Nem halogatta tovább a dolgot, útnak is indult mindjárt, és mihelyt Cassiopénál partra szállt, Juppiter Cassius oltáránál mutatta be először énekművészetét.

## További jegyzetek
- Kosztolányi Dezső: Nero and Sporus, epa.oszk.hu

| Elődei: Manlius Acilius Aviola és Marcus Asinius Marcellus | Consul 55. január-február collega: Lucius Antistius Vetus | Utódai: Numerius Cestius (suff) és Publius Cornelius Dolabella (suff) |

| Elődei: Lucius Duvius Avitus (suff) és Publius Clodius Thrasea Paetus (suff) | Consul 57 collega: Lucius Calpurnius Piso és Lucius Caesius Martialis (suff) | Utódai: Lucius Domitius Ahenobarbus és Marcus Valerius Messala Corvinus |

| Elődei: Lucius Domitius Ahenobarbus és Lucius Caesius Martialis (suff) | Consul 58. január-április collega: Marcus Valerius Messala Corvinus | Utódai: Caius Fonteius Agrippa (suff) és Aulus Paconius Sabinus (suff) |

| Elődei: Titus Sextius Africanus (suff) és Marcus Ostorius Scapula (suff) | Consul 60. január-június collega: Cossus Cornelius Lentulus | Utódai: Caius Velleius Paterculus (suff) és Marcus Manilius Vopiscus (suff) |

| Elődei: Tiberius Catius Asconius Silius Italicus és Publius Galerius Trachalus | Consul 68. április(?)-június collega: egyedüli consul (suff) | Utódai: ? (suff) és ? (suff) |

| Előző uralkodó: Claudius | Római császár 54 – 68 | Következő uralkodó: Galba |